# 쿠키스 (홍콩의 밴드)
쿠키스(Cookies)는 홍콩의 여성 그룹이다. 2002년 9명의 멤버로 데뷔하여, 4명으로 줄었고 이 당시에는 미니 쿠키스(Mini Cookies)라는 이름으로 활동하였다. 2005년에 해산되어, 멤버들은 각각 솔로로 활동하고있다.